# Acre

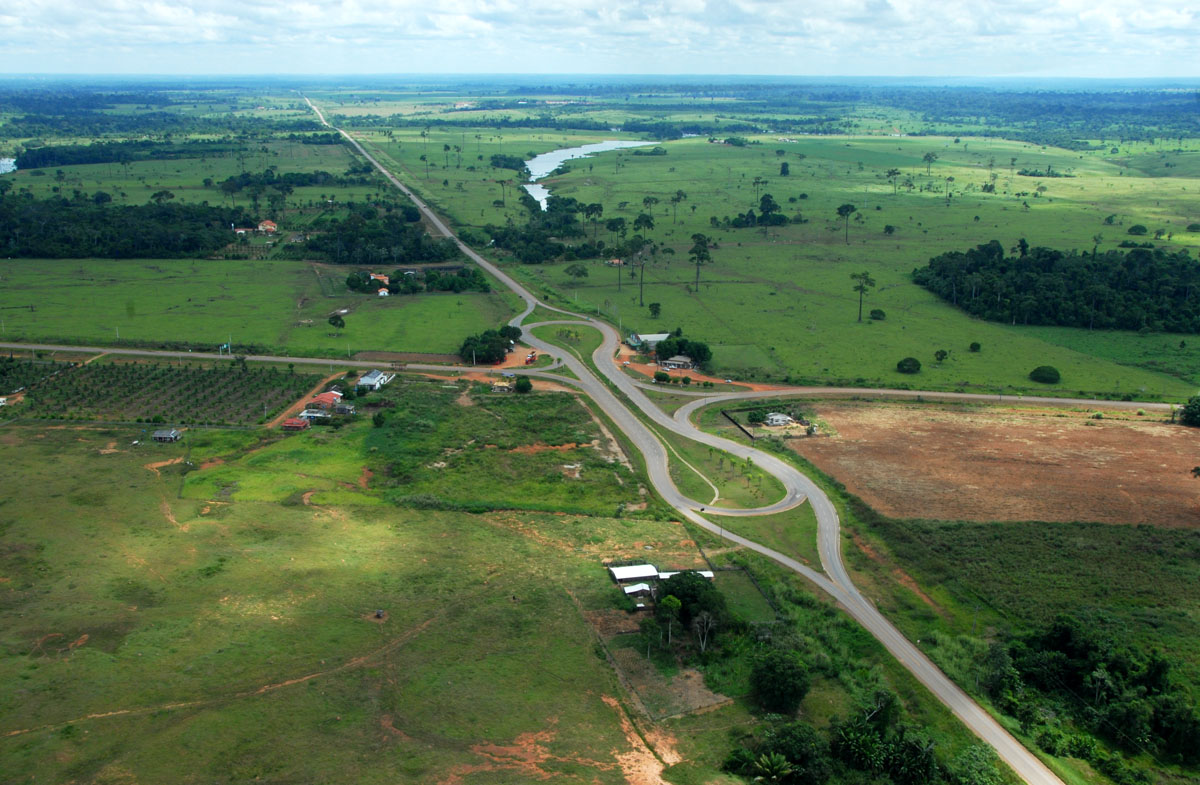
Acre

Acre (AFI [ˈakɾi]) este una dintre cele 27 de unitățile federative ale Braziliei, situată în partea de nord-vest a țării. Se învecinează cu unitățile federative  Amazonas la nord și Rondônia la est, cu Bolivia la sud și Peru la vest. Capitala unității federative este orașul Rio Branco. Acre avea în 2007 o populație de 655.385 de locuitori și o suprafață de 152.581,39 km², fiind împărțită în 2 mezoregiuni, 6 microregiuni și 22 de municipii.